# 林美香
林美香（1970年—）是臺灣歷史學家，畢業於國立臺灣大學歷史學系、歷史所，後取得英國愛丁堡大學歷史學博士學位。曾任教於國立政治大學歷史學系，並擔任國際合作處國合長、副研發長、研究倫理辦公室主任、身體與文明研究中心主任等，現為臺大歷史學系教授、臺大文學院副院長。專長為近代早期歐洲史、英國史、文藝復興史。

## 生平
林美香教授出生於馬祖，國小時搬至臺北縣（今新北市），高中曾擔任北一女中儀隊隊長。
她原先以法律系為目標，但進入臺大歷史系後受西方歷史吸引，一路攻讀至研究所、公費留學英國，取得博士學位後回國任教於政大，111學年度第2學期起受臺大新聘。
2008年3月至今，她積極推動「臺灣世界史討論會」運作，邀請國內外學者參與演講，願使本土世界史研究得到進展，進而建立國際學術合作關係。近年來，她亦投入女性政治、歐洲服飾史等領域研究。

## 作品

### 專書
- 《女人可以治國嗎？十六世紀不列顛女性統治之辯》（臺北：左岸文化，2007）。
- 《身體的身體：歐洲近代早期服飾觀念史》（新北：聯經出版公司，2017）。

### 期刊及專書論文
- 〈女性與政治：湯瑪斯艾列特的《為好女人辯護》與十六世紀人文學者的「女主寶鑑」〉，《臺大文史哲學報》55期（2001，臺北）。
- 〈走進「文藝復興」的歷史走廊〉，《人本教育札記》168期（2003，臺北）。
- 〈十六世紀英格蘭女性統治的建立：以女王為主體的探討〉，《新史學》14卷3期（2003，臺北）。
- 〈神譴或神意？—英格蘭宗教改革中期（1547-1559）新舊教對女性權威的理解與辯論〉，《國立政治大學歷史學報》21期（2004，臺北）。
- 〈一個王國中的兩位女王--伊莉莎白一世時代對女性統治權的辯護（1567-1590）〉，《新史學》16卷4期（2005，臺北）。
- 〈十六世紀英格蘭的服飾法〉，《新史學》21卷1期（2010，臺北）。
- Queen Elizabeth's Language of Clothing and the Contradictions in Her Construction of Images, 成大歷史學報 no.38 (2010).
- 〈英國史在台灣的研究與發展1950-2009〉，收入林建甫主編，《海峽兩岸人文社會科學的研究的回顧與展望（1949-2009）上》（臺北：國立臺灣大學出版中心 ，2012）。
- 〈十六、十七世紀歐洲的禮儀書籍及其研究〉，《臺大歷史學報》49期（2012，臺北）。
- 〈「身體的身體」：伊拉斯摩斯與人文學者的服飾觀〉，《臺大文史哲學報》77期（2012，臺北）。
- 〈「無關救贖」的辯論---十六世紀英格蘭的祭衣之爭〉，《臺灣師範大學歷史學報》51期（2014，臺北）。
- 〈十六、十七世紀英格蘭的服飾論述與國族認同〉，《新史學》26卷2期（2015，臺北）。
- 〈「陽剛女」、「陰柔男」：十六、十七世紀英格蘭女性時尚 與性別爭議〉，《臺大文史哲學報》89期（2018，臺北）。
- 〈在看得見的衣服上談論看不見的思維---關於《身體的身體》一書〉，《人文與社會科學簡訊》19卷4期（2018，臺北）。
- 〈野蠻的祖先：十六、十七世紀英格蘭的古代史書寫與祖先形象的轉折〉，《新史學》31卷2期（2020，臺北）。
- 〈群島視野下的多年期計畫攻略〉，《人文與社會科學簡訊》23卷4期（2022，臺北）。

## 獎項
- 國立政治大學107學年度學術研究特優獎：林美香教授[9]
- 第八屆「人文及社會科學學術性專書獎」：《身體的身體：歐洲近代早期服飾觀念史》[4]